# Pierre David
Réné Pierre (David l'âiné) David, född omkring 1694 i Frankrike, död 26 juni 1788 i Stockholm, var en fransk-svensk ornamentbildhuggare. David anställdes av Carl Hårleman 1732 som träskulptör vid Stockholms slott.